# 三十一酸
三十一酸是一种羧酸和饱和脂肪酸。